# Koncert za klarinet i orkestar u A-duru (Mozart)
Koncert za klarinet i orkestar u A-duru KV 622 jedini je Mozartov koncert za klarinet. Napisao ga je 1791. godine za Antona Stadlera, koji je iste godine bio solist na premijeri koncerta u Pragu. Također je i posljednji Mozartov solistički koncert.

## Nastanak
Kao i u njegovom djelu Kvintetom za klarinet i gudački kvartet koji je napisao dvije godine prije, Mozart je odabrao basetni klarinet u A kao svoj solo instrument za svoj koncert klarineta. To se razlikuje od normalnog klarineta u A po tome što je njegov raspon u dubokom registru velika terca veća od one normalnog klarineta, koji se naziva i sopran klarinet.
Mozart je prvobitno planirao napisati koncert u G-duru i za basetni rog podešen u G. U sačuvanom autogramu prvih 199 taktova napisano je u G-duru za basetni rog. Skica je pod Köchelovom oznakom KV 621b. Pred kraj skice Mozart se je predomislio i nastavio pisati u A-duru, očito odlučivši da će koncert biti za klarinet in A,:15.  vjerojatno pod utjecajem svog prijatelja, klarinetista Antona Stadlera, kojemu je Mozart želio posvetiti koncert. On nije posjedovao basetni rog, nego basetni klarinet u A, koji je nazvao (u njemačom izvorniku) Inventions Klarinette. Češki klarinetist Jiří Kratochvíl nazvao je Stadlerov klarinet basetni sredinom 20. stoljeća i otad je pojam općeprihvaćen.:17. Svjetska premijera ovog klarineta bila je u Pragu, na kojem je odsvirao 16. listopada 1791. godine.:16. Mozartove skladbe za klarinet neodvojive su od Stadlera, jer je Stadler bio sposobni izvođač koji je umio klarinetom odsvirati baš ono što je Mozart zamislio.:14.
Budući da su basetni klarineti bili rijetki onda kao i sada, klarinet dio je ubrzo prepravio za normalan klarinet u A. 
Postoji pretpostavka da je Stadler planirao proširiti basetni rog kromatskim tonovima,  pisanim cisom i disom malim. Zbog tehničkih ograničenja, s čime se Mozart često suočavao, bilo zbog nedostupnosti glazbala bilo zbog mogućnosti samog glazbala, prepravilo se glazbenu zamisao. Ovdje je slučaj da je zakrivljena cijev basetnog roga kompliciranija za zahvat kakav je zamislio Stadler, dok je cijev basetnog klarineta ravna te time jednostavnija za dodavanje tipaka, Stadler je odlučio te tonove dodati na basetni klarinet. Mozart je shodno tome prepravio skladbu za klarinet in A.:15.
Izvorni rukopis djela za basetni klarinet je izgubljen.:15. Tek sredinom 20. stoljeća neki klarinetisti su pokušali restaurirati izvornu verziju klarinetnog dijela nizom dubljih odlomaka. Istodobno su neki proizvođači klarineta počeli raditi moderne basetne klarinete.
Za češkog klarinetista Milana Kostohryza izrađen je 1950. prvi basetni klarinet in A Boehm sistema. Popularnost basetnog klarineta narasla je tek 1980-ih, a danas je to općeprihvaćeno glazbalo za sviranje Mozartovog Koncerta i Kvinteta.:17.
Danas se obje inačice koncerta mogu čuti u koncertnim dvoranama i na CD-u. Sve više međunarodno renomirani solisti prekidaju koncert na basetnom klarinetu, svirajući djelomično na modernom instrumentu, djelomično na replici povijesnog glazbala.

## O glazbi
Orkestracija: solo klarinet, 2 flaute, 2 fagota, 2 roga, gudači
Tonalitet: A-dur
Koncert je napisan u standardnoj trostavačnoj formi klasicističkog koncerta, brzi-spori-brzi stavak. Da bi postigao veću izražajnost klarineta, Mozart je u puhačkoj sekciji orkestra zadržao samo flaute, fagote i horne.
1. Allegro
2. Adagio
3. Rondo. Allegro

### 1.Allegro
Stavak ima 359 taktova, A-dur, takt 4/4
Prvi stavak je u sonatnoj formi. Sastav stavka može se prikazati shematski:
ritornel orkestra s trima glavnim i dvjema sporednim temama • solo ekspozicija • ritornel • razvoj • ritornel • repriza u kojoj se klarinet i orkestar ujedinjuju • ritornel.

### 2.Adagio
Stavak ima 98 taktova, D-dur, takt 3/4
Drugi stav je u ternarnoj formi (ABA'). Dvodijelnu glavnu temu uvodi klarinet i zatim ju ponavlja orkestar. U srednjem dijelu klarinet preuzima vodeću ulogu, a kodom završava ponovljena tema.

### 3.Rondo. Allegro
Stavak ima 353 takta, A-dur, takt 6/8
Treći stavak napisan je u formi ronda (ABA'CB'A-koda). Prva tema ima veseo plesni karakter. Poslije prvog ponavljanja teme, stavak dobiva virtuozni karakter koji vodi u veličanstveni završetak.
Uobičajeno trajanje koncerta je oko 28 minuta.

## Utjecaj
Koncert je vrlo često izvođen. Nalazi se na mnogobrojnim trajnim zapisima eminentnih svjetskih orkestara. Mnogi filmovi koriste glazbu koncerta. Na primjer, u filmu Valentinea Daviesa "Priča o Bennyju Goodmanu" (The Benny Goodman Story) iz 1956. godine Benny Goodman u "visokom društvu" izvodi Mozartov Koncert za klarinet i orkestar, što mu kasnije omogućava popularizaciju džeza u svim slojevima društva.

## Vanjske poveznice
|  | Zajednički poslužitelj ima još gradiva o temi Koncert za klarinet i orkestar u A-duru |

- Video: Sabine Meyer glumi ulomak iz Adagio s modernim basetni klarinetom (2:33 min.)
- Video: Luca Lucchetta glumi Allegro na replici povijesnog Stadlerovog klarineta (12:32 min)
- Video: Jonathan Leiboviz glumi Rondo na klarinetu soprana (9:20)